# Прищепа, Михаил Михайлович
Михаил Михайлович Прищепа (укр. Михайло Михайлович Прищепа; 1906, с. Юрьевка, Бахмутский уезд, Екатеринославская губерния, Российская империя — 1969, Душанбе, Таджикская ССР, СССР) — советский государственный и партийный деятель. Второй секретарь Херсонского обкома КП(б) Украины, первый секретарь Горно-Бадахшанского обкома КП(б) Таджикистана.

## Биография
Родился в крестьянской семье. В 1907 году умер его отец. В 1916—1920 годах — ученик машинного отделения шахты № 16 в Донбассе. В 1919 году вступил в комсомол.
В 1920—1923 годах — рабочий дубильного отделения кожзавода. В 1923—1925 годах работал в исполнительном комитете районного совета.
В 1925—1928 годах учился в Харьковском коммунистическом университете имени Артема. Член ВКП(б).
В 1928—1929 годах — уполномоченный Народного комиссариата торговли УССР, заведующий административного отдела Ровеньковского районного исполнительного комитета Луганского округа.
В 1929—1930 годах — в Красной армии.
В 1930—1932 годах — на руководящей советской работе в городе Геленджике Северо-Кавказского края.
В ноябре 1932—1933 годах — заместитель председателя Ура-Тюбинского районного исполнительного комитета Таджикской ССР. С 1933 года — заведующий организационным отделом Ура-Тюбинского районного комитета КП(б) Таджикистана, заведующий организационного отдела Янги-Базарского районного комитета КП(б) Таджикистана. В 1939 году работал 1-м секретарем Ленинабадского районного комитета КП(б) Таджикистана.
В 1941—1944 годах — 1-й секретарь Горно-Бадахшанского областного комитета КП(б) Таджикистана.
В марте 1944—1947 годах — 2-й секретарь Херсонского областного комитета КП(б)У.
В 1947—1969 годах — заместитель председателя Шахринауского райисполкома, заместитель председателя Комитета по теле- и радиовещанию при Совмине Таджикской ССР, редактор журнала «Сельское хозяйство Таджикистана».

## Награды
- орден «Знак Почета» (17.10.1939)
- ордена
- медали